# Dendrobium pedicellatum
Dendrobium pedicellatum är en orkidéart som beskrevs av Johannes Jacobus Smith. Dendrobium pedicellatum ingår i släktet Dendrobium, och familjen orkidéer.
Artens utbredningsområde är Sumatera. Inga underarter finns listade i Catalogue of Life.